# 向白神岳
向白神岳（むかいしらかみだけ）は、青森県西津軽郡深浦町にある山で、標高は1,250m。白神山地の最高峰。山頂に至る登山道は整備されておらず、ヤブ漕ぎなどを強いられるため、登頂することはかなり困難である。白神岳山頂にある避難小屋の記録では、白神岳から行きで5時間、帰りが12時間もかかったとする記録もある。比較的楽に登頂するには残雪期をねらうのが良いが、雪崩の危険性もあり、高度な登山技術を必要とする。
右の写真で、向白神岳の三角点（1,243メートル）がある場所は写真中央やや左のピークである。実際の最高点（1,250メートル）は、三角点の左にあるやや高く見えるピークの連なりの左にある。
写真右のピークは静御殿という岩嶺で、ここは高山植物の宝庫となっている。
1965年には、この山で国体登山競技青森県予選が開かれたことがある。そのときは、白神ラインの一ッ森峠から太夫峰、向白神岳、白神岳と登山道が造られた。白神山地が世界遺産に登録後は、この山に登山道を造る予定はないという。ただ、現在は大丈峰までは登山道が整備されており、向白神岳までの登山道がつくられることを期待する人もいる。

## 参考資料
- Web東奥・企画／世界遺産白神山地／写真と地図／向白神岳
- 青森県深浦町ふるさと体験サイト